# Morven (Carolina del Norte)
Morven es un pueblo situado en el condado de Anson, Carolina del Norte, Estados Unidos. Tiene una población estimada, a mediados de 2022, de 327 habitantes.

## Geografía
La localidad está ubicada en las coordenadas 34°51′52″N 80°00′00″O / 34.86431, -80.000013 (34.86431, -80.000013). Según la Oficina del Censo, tiene una superficie de 2.66 km², correspondientes en su totalidad a tierra firme.

## Demografía
Según la estimación 2017-2021 de la Oficina del Censo, los ingresos promedio de los hogares de la localidad son de $53,750 y los ingreso promedio de las familias son de $57,733. Alrededor del 14.8% de la población está bajo la línea de pobreza nacional.